# Oselište
Oselište je naseljeno mjesto u općini Busovača, Federacija Bosne i Hercegovine, BiH.
Nalazi se jugoistočno od Busovače.

## Stanovništvo

### 1991.
Nacionalni sastav stanovništva 1991. godine, bio je sljedeći:
ukupno: 240
- Hrvati - 237
- Srbi - 1
- Jugoslaveni - 1
- ostali, neopredijeljeni i nepoznato - 1

### 2013.
Nacionalni sastav stanovništva 2013. godine, bio je sljedeći:
ukupno: 107
- Hrvati - 80
- Bošnjaci - 25
- ostali, neopredijeljeni i nepoznato - 2